# Tre miracoli di san Zanobi (Botticelli Londra)
I Tre miracoli di San Zanobi sono un dipinto a tempera su tavola (65x139,5 cm) di Sandro Botticelli, databile al 1500-1505 circa e conservato nella National Gallery di Londra.

## Descrizione e stile
La tavola decorava probabilmente una spalliera in un'abitazione privata, magari di un prelato, o la sede di una confraternita. Il soggetto è infatti la storia di san Zanobi, vescovo di Firenze vissuto nel IV secolo. Le fonti sono la Vita di san Zanobi di Fra Clemente Mazza, pubblicata per la prima volta nel 1487. Fa parte di una serie di quattro dipinti che alcuni indicano come uno degli ultimi lavori svolti dal Botticelli.
In questa scena in particolare si vedono tre gesti miracolosi compiuti da Zanobi: da sinistra verso destra, l'esorcismo di due giovani posseduti dal diavolo per le maledizioni della madre, la resurrezione del figlio di una pellegrina francese, e la restituzione della vista a un pagano cieco che aveva promesso di convertirsi al cristianesimo.
La scena è scandita dalle architetture, con i singoli "atti" che si svolgono rispettivamente davanti a una loggia bianca che lascia intravedere un dolce paesaggio collinare, a un palazzo con bugnato e a un arco rosato nel cui fornice si scorge una strada con edifici. L'azione è particolarmente enfatizzata dai gesti drammatici e dalle linee antinaturalistiche che, con i colori squillanti e i profili taglienti dei panneggi, ricordano esempi del primo Quattrocento fiorentino, secondo uno stile volutamente arcaizzante tipico dell'ultima produzione dell'artista. Alcuni brani sono di sconcertante espressionismo, come la smorfia di disperazione e pianto della madre del bambino morto, o le persone che si coprono il volto per l'apparizione dei diavoli scacciati dai corpi dei giovani.